# 일본의 외무대신
외무대신(일본어: 外務大臣 가이무다이진[*], 영어: Minister for Foreign Affairs)은 외무성의 장으로, 국무대신이다. 1885년 일본에서 내각제가 시작된 이래 명칭이 바뀌지 않은 유일한 국무대신이다.

## 개요
근대 일본의 외무대신은 직업 외교관 출신자가 대부분이며, 이는 전후에도 계속되었다. 하지만 1956년에 이시바시 내각의 기시 노부스케가 외무대신이 된 이후에는 의원들에게 중요 전환점이 되어, 현재에 이르기까지 외무 관료 출신의 외무대신은 나오지 않았다.

## 역대 대신

### 외무경
| 대수 | 이름                         | 임기                              | 비고    |
| ---- | ---------------------------- | --------------------------------- | ------- |
| 초대 | 사와 노부요시 (澤宣嘉)       | 1869년 8월 15일~1871년 8월 29일   | 공가    |
| 2대  | 이와쿠라 도모미 (岩倉具視)   | 1871년 8월 29일~1871년 12월 15일  | 공가    |
| 3대  | 소에지마 다네오미 (副島種臣) | 1871년 12월 15일~1873년 10월 13일 | 사가 번 |
| 4대  | 데라시마 무네노리 (寺島宗則) | 1873년 10월 28일~1879년 9월 10일  | 번신    |
| 5대  | 이노우에 가오루 (井上馨)     | 1879년 9월 10일~1885년 12월 22일  | 조슈 번 |

### 외무대신
| 대수      | 이름                             | 내각                              | 내각                                         | 임기                              | 소속 정당                        | 비고                            |
| --------- | -------------------------------- | --------------------------------- | -------------------------------------------- | --------------------------------- | -------------------------------- | ------------------------------- |
| 초대      | 이노우에 가오루 (井上馨)         | 제1차 이토 내각                   | 제1차 이토 내각                              | 1885년 12월 22일~1887년 9월 17일  |                                  |                                 |
| 임시 겸임 | 이토 히로부미 (伊藤博文)         | 제1차 이토 내각                   | 제1차 이토 내각                              | 1887년 9월 17일~1888년 2월 1일    |                                  |                                 |
| 2대       | 오쿠마 시게노부 (大隈重信)       | 제1차 이토 내각                   | 제1차 이토 내각                              | 1888년 2월 1일~1888년 4월 30일    | 입헌개진당                       |                                 |
| 3대       | 오쿠마 시게노부 (大隈重信)       | 구로다 내각                       | 구로다 내각                                  | 1888년 4월 30일~1889년 10월 25일  | 입헌개진당                       |                                 |
| 3대       | 오쿠마 시게노부 (大隈重信)       | 산조 잠정 내각                    | 산조 잠정 내각                               | 1889년 10월 25일~1889년 12월 24일 | 입헌개진당                       |                                 |
| 4대       | 아오키 슈조 (青木周蔵)           | 제1차 야마가타 내각               | 제1차 야마가타 내각                          | 1889년 12월 24일~1891년 5월 6일   |                                  |                                 |
| 5대       | 아오키 슈조 (青木周蔵)           | 제1차 마쓰카타 내각               | 제1차 마쓰카타 내각                          | 1891년 5월 6일~1891년 5월 29일    |                                  |                                 |
| 6대       | 에노모토 다케아키 (榎本武揚)     | 제1차 마쓰카타 내각               | 제1차 마쓰카타 내각                          | 1891년 5월 29일~1892년 8월 8일    |                                  |                                 |
| 7대       | 무쓰 무네미쓰 (陸奥宗光)         | 제2차 이토 내각                   | 제2차 이토 내각                              | 1892년 8월 8일~1896년 5월 30일    |                                  |                                 |
| 8대       | 사이온지 긴모치 (西園寺公望)     | 제2차 이토 내각                   | 제2차 이토 내각                              | 1896년 5월 30일~1896년 9월 18일   |                                  | 문부대신 겸임                   |
| 9대       | 사이온지 긴모치 (西園寺公望)     | 제2차 마쓰카타 내각               | 제2차 마쓰카타 내각                          | 1896년 9월 18일~1896년 9월 22일   |                                  | 문부대신 겸임                   |
| 10대      | 오쿠마 시게노부 (大隈重信)       | 제2차 마쓰카타 내각               | 제2차 마쓰카타 내각                          | 1896년 9월 22일~1897년 11월 6일   | 진보당                           |                                 |
| 11대      | 니시 도쿠지로 (西徳二郎)         | 제2차 마쓰카타 내각               | 제2차 마쓰카타 내각                          | 1897년 11월 6일~1898년 1월 12일   |                                  |                                 |
| 12대      | 니시 도쿠지로 (西徳二郎)         | 제3차 이토 내각                   | 제3차 이토 내각                              | 1898년 1월 12일~1898년 6월 30일   |                                  |                                 |
| 13대      | 오쿠마 시게노부 (大隈重信)       | 제1차 오쿠마 내각                 | 제1차 오쿠마 내각                            | 1898년 6월 30일~1898년 11월 8일   | 헌정당                           | 내각총리대신 겸임               |
| 14대      | 아오키 슈조 (青木周蔵)           | 제2차 야마가타 내각               | 제2차 야마가타 내각                          | 1898년 11월 8일~1900년 10월 19일  |                                  |                                 |
| 15대      | 가토 다카아키 (加藤高明)         | 제4차 이토 내각                   | 제4차 이토 내각                              | 1900년 10월 19일~1901년 6월 2일   |                                  |                                 |
| 16대      | 소네 아라스케 (曾禰荒助)         | 제1차 가쓰라 내각                 | 제1차 가쓰라 내각                            | 1901년 6월 2일~1901년 9월 21일    |                                  | 대장대신 겸임                   |
| 17대      | 고무라 주타로 (小村壽太郎)       | 제1차 가쓰라 내각                 | 제1차 가쓰라 내각                            | 1901년 9월 21일~1906년 1월 17일   |                                  |                                 |
| 18대      | 가토 다카아키 (加藤高明)         | 제1차 사이온지 내각               | 제1차 사이온지 내각                          | 1906년 1월 17일~1906년 3월 3일    |                                  |                                 |
| 19대      | 사이온지 긴모치 (西園寺公望)     | 제1차 사이온지 내각               | 제1차 사이온지 내각                          | 1906년 3월 3일~1906년 5월 19일    | 입헌정우회                       | 내각총리대신 및 문부대신 겸임   |
| 20대      | 하야시 다다스 (林董)             | 제1차 사이온지 내각               | 제1차 사이온지 내각                          | 1906년 5월 19일~1908년 7월 14일   |                                  |                                 |
| 21대      | 데라우치 마사타케 (寺内正毅)     | 제2차 가쓰라 내각                 | 제2차 가쓰라 내각                            | 1908년 7월 14일~1908년 8월 27일   |                                  | 육군대신 겸임                   |
| 22대      | 고무라 주타로 (小村壽太郎)       | 제2차 가쓰라 내각                 | 제2차 가쓰라 내각                            | 1908년 8월 27일~1911년 8월 30일   |                                  |                                 |
| 23대      | 우치다 고사이 (内田康哉)         | 제2차 사이온지 내각               | 제2차 사이온지 내각                          | 1911년 8월 30일~1912년 12월 21일  |                                  |                                 |
| 24대      | 가쓰라 다로 (桂太郎)             | 제3차 가쓰라 내각                 | 제3차 가쓰라 내각                            | 1912년 12월 21일~1913년 1월 29일  |                                  | 내각총리대신 겸임               |
| 25대      | 가토 다카아키 (加藤高明)         | 제3차 가쓰라 내각                 | 제3차 가쓰라 내각                            | 1913년 1월 29일~1913년 2월 20일   |                                  |                                 |
| 26대      | 마키노 노부아키 (牧野伸顕)       | 제1차 야마모토 내각               | 제1차 야마모토 내각                          | 1913년 2월 20일~1914년 4월 16일   |                                  |                                 |
| 27대      | 가토 다카아키 (加藤高明)         | 제2차 오쿠마 내각                 | 제2차 오쿠마 내각                            | 1914년 4월 16일~1915년 8월 10일   | 공우구락부                       |                                 |
| 28대      | 오쿠마 시게노부 (大隈重信)       | 제2차 오쿠마 내각                 | 제2차 오쿠마 내각                            | 1915년 8월 10일~1915년 10월 13일  | 공우구락부                       | 내각총리대신 겸임               |
| 29대      | 이시이 기쿠지로 (石井菊次郎)     | 제2차 오쿠마 내각                 | 제2차 오쿠마 내각                            | 1915년 10월 13일~1916년 10월 9일  |                                  |                                 |
| 30대      | 데라우치 마사타케 (寺内正毅)     | 데라우치 내각                     | 데라우치 내각                                | 1916년 10월 9일~1916년 11월 21일  |                                  | 내각총리대신 및 대장대신 겸임   |
| 31대      | 모토노 이치로 (本野一郎)         | 데라우치 내각                     | 데라우치 내각                                | 1916년 11월 21일~1918년 4월 23일  |                                  |                                 |
| 32대      | 고토 신페이 (後藤新平)           | 데라우치 내각                     | 데라우치 내각                                | 1918년 4월 23일~1918년 9월 29일   |                                  |                                 |
| 33대      | 우치다 고사이 (内田康哉)         | 하라 내각                         | 하라 내각                                    | 1918년 9월 29일~1921년 11월 4일   |                                  |                                 |
| 임시 겸임 | 우치다 고사이 (内田康哉)         | 하라 내각                         | 하라 내각                                    | 1921년 11월 4일~1921년 11월 13일  |                                  |                                 |
| 34대      | 우치다 고사이 (内田康哉)         | 다카하시 내각                     | 다카하시 내각                                | 1921년 11월 13일~1922년 6월 12일  |                                  |                                 |
| 35대      | 우치다 고사이 (内田康哉)         | 가토 도모사부로 내각              | 가토 도모사부로 내각                         | 1922년 6월 12일~1923년 8월 25일   |                                  |                                 |
| 임시 겸임 | 우치다 고사이 (内田康哉)         | 가토 도모사부로 내각              | 가토 도모사부로 내각                         | 1923년 8월 25일~1923년 9월 2일    |                                  |                                 |
| 36대      | 야마모토 곤노효에 (山本権兵衛)   | 제2차 야마모토 내각               | 제2차 야마모토 내각                          | 1923년 9월 2일~1923년 9월 19일    |                                  | 내각총리대신 겸임               |
| 37대      | 이주인 히코키치 (伊集院彦吉)     | 제2차 야마모토 내각               | 제2차 야마모토 내각                          | 1923년 9월 19일~1924년 1월 7일    |                                  |                                 |
| 38대      | 마쓰이 게이시로 (松井慶四郎)     | 기요우라 내각                     | 기요우라 내각                                | 1924년 1월 7일~1924년 6월 11일    |                                  |                                 |
| 39대      | 시데하라 기주로 (幣原喜重郎)     | 가토 다카아키 내각                | 가토 다카아키 내각                           | 1924년 6월 11일~1926년 1월 30일   |                                  |                                 |
| 40대      | 시데하라 기주로 (幣原喜重郎)     | 제1차 와카쓰키 내각               | 제1차 와카쓰키 내각                          | 1926년 1월 30일~1927년 2월 20일   |                                  |                                 |
| 41대      | 다나카 기이치 (田中義一)         | 다나카 기이치 내각                | 다나카 기이치 내각                           | 1927년 2월 20일~1929년 7월 2일    |                                  | 내각총리대신 및 내무대신 겸임   |
| 42대      | 시데하라 기주로 (幣原喜重郎)     | 하마구치 내각                     | 하마구치 내각                                | 1929년 7월 2일~1931년 4월 14일    |                                  |                                 |
| 43대      | 시데하라 기주로 (幣原喜重郎)     | 제2차 와카쓰키 내각               | 제2차 와카쓰키 내각                          | 1931년 4월 14일~1931년 12월 13일  |                                  |                                 |
| 44대      | 이누카이 쓰요시 (犬養毅)         | 이누카이 내각                     | 이누카이 내각                                | 1931년 12월 13일~1932년 1월 14일  | 입헌정우회                       | 내각총리대신 겸임               |
| 45대      | 요시자와 겐키치 (芳澤謙吉)       | 이누카이 내각                     | 이누카이 내각                                | 19323년 1월 14일~1932년 5월 26일  | 입헌정우회                       |                                 |
| 46대      | 사이토 마코토 (齋藤實)           | 사이토 내각                       | 사이토 내각                                  | 1932년 5월 26일~1932년 7월 6일    |                                  |                                 |
| 47대      | 우치다 고사이 (内田康哉)         | 사이토 내각                       | 사이토 내각                                  | 1932년 7월 6일~1933년 9월 14일    |                                  |                                 |
| 48대      | 히로타 고키 (広田弘毅)           | 사이토 내각                       | 사이토 내각                                  | 1933년 9월 14일~1934년 7월 8일    |                                  |                                 |
| 49대      | 히로타 고키 (広田弘毅)           | 오카다 내각                       | 오카다 내각                                  | 1934년 7월 8일~1936년 3월 9일     |                                  |                                 |
| 50대      | 히로타 고키 (広田弘毅)           | 히로타 내각                       | 히로타 내각                                  | 1936년 3월 9일~1936년 4월 2일     | 내각총리대신 겸임                |                                 |
| 51대      | 아리타 하치로 (有田八郎)         | 히로타 내각                       | 히로타 내각                                  | 1936년 4월 2일~1937년 2월 2일     |                                  |                                 |
| 52대      | 하야시 센주로 (林銑十郎)         | 하야시 내각                       | 하야시 내각                                  | 1937년 2월 2일~1937년 3월 3일     |                                  | 내각총리대신 및 문부대신 겸임   |
| 53대      | 사토 나오타케 (佐藤尚武)         | 하야시 내각                       | 하야시 내각                                  | 1937년 3월 3일~1937년 6월 4일     |                                  |                                 |
| 54대      | 히로타 고키 (広田弘毅)           | 제1차 고노에 내각                 | 제1차 고노에 내각                            | 1937년 6월 4일~1938년 5월 26일    |                                  |                                 |
| 55대      | 우가키 가즈시게 (宇垣一成)       | 제1차 고노에 내각                 | 제1차 고노에 내각                            | 1938년 5월 26일~1938년 9월 30일   |                                  |                                 |
| 56대      | 고노에 후미마로 (近衛文麿)       | 제1차 고노에 내각                 | 제1차 고노에 내각                            | 1938년 9월 30일~1938년 10월 29일  |                                  | 내각총리대신 및 척무대신 겸임   |
| 57대      | 아리타 하치로 (有田八郎)         | 제1차 고노에 내각                 | 제1차 고노에 내각                            | 1938년 10월 29일~1939년 1월 5일   |                                  |                                 |
| 58대      | 아리타 하치로 (有田八郎)         | 히라누마 내각                     | 히라누마 내각                                | 1939년 1월 5일~1939년 8월 30일    |                                  |                                 |
| 59대      | 아베 노부유키 (阿部信行)         | 아베 노부유키 내각                | 아베 노부유키 내각                           | 1939년 8월 30일~1939년 9월 25일   |                                  | 내각총리대신 겸임               |
| 60대      | 노무라 기치사부로 (野村吉三郎)   | 아베 노부유키 내각                | 아베 노부유키 내각                           | 1939년 9월 25일~1940년 1월 16일   |                                  |                                 |
| 61대      | 아리타 하치로 (有田八郎)         | 요나이 내각                       | 요나이 내각                                  | 1940년 1월 16일~1940년 7월 22일   |                                  |                                 |
| 62대      | 마쓰오카 요스케 (松岡洋右)       | 제2차 고노에 내각                 | 제2차 고노에 내각                            | 1940년 7월 22일~1941년 7월 18일   |                                  |                                 |
| 63대      | 도요다 데이지로 (豊田貞次郎)     | 제3차 고노에 내각                 | 제3차 고노에 내각                            | 1941년 7월 18일~1941년 10월 18일  |                                  | 척무대신 겸임                   |
| 64대      | 도고 시게노리 (東郷茂徳)         | 도조 내각                         | 도조 내각                                    | 1941년 10월 18일~1942년 9월 1일   |                                  |                                 |
| 65대      | 도조 히데키 (東條英機)           | 도조 내각                         | 도조 내각                                    | 1942년 9월 1일~1942년 9월 17일    |                                  | 내각총리대신 육군대신 겸임      |
| 66대      | 다니 마사유키 (谷正之)           | 도조 내각                         | 도조 내각                                    | 1942년 9월 17일~1943년 4월 20일   |                                  |                                 |
| 67대      | 시게미쓰 마모루 (重光葵)         | 도조 내각                         | 도조 내각                                    | 1943년 4월 20일~1944년 7월 22일   |                                  |                                 |
| 68대      | 시게미쓰 마모루 (重光葵)         | 고이소 내각                       | 고이소 내각                                  | 1944년 7월 22일~1945년 4월 7일    |                                  |                                 |
| 69대      | 스즈키 간타로 (鈴木貫太郎)       | 스즈키 간타로 내각                | 스즈키 간타로 내각                           | 1945년 4월 7일~1945년 4월 9일     |                                  | 내각총리대신 및 대동아대신 겸임 |
| 70대      | 도고 시게노리 (東郷茂徳)         | 스즈키 간타로 내각                | 스즈키 간타로 내각                           | 1945년 4월 9일~1945년 8월 17일    |                                  | 대동아대신 겸임                 |
| 71대      | 시게미쓰 마모루 (重光葵)         | 히가시쿠니노미야 내각             | 히가시쿠니노미야 내각                        | 1945년 8월 17일~1945년 9월 15일   |                                  | 대동아대신 겸임                 |
| 72대      | 요시다 시게루 (吉田茂)           | 히가시쿠니노미야 내각             | 히가시쿠니노미야 내각                        | 1945년 9월 15일~1945년 10월 9일   |                                  |                                 |
| 73대      | 요시다 시게루 (吉田茂)           | 시데하라 내각                     | 시데하라 내각                                | 1945년 10월 9일~1946년 5월 22일   |                                  |                                 |
| 74대      | 요시다 시게루 (吉田茂)           | 제1차 요시다 내각                 | 제1차 요시다 내각                            | 1946년 5월 22일~1947년 5월 24일   | 일본자유당                       | 내각총리대신 겸임               |
| 임시 대리 | 가타야마 데쓰 (片山哲)           | 가타야마 내각                     | 가타야마 내각                                | 1947년 5월 24일~1947년 6월 1일    |                                  |                                 |
| 75대      | 아시다 히토시 (芦田均)           | 가타야마 내각                     | 가타야마 내각                                | 1947년 6월 1일~1948년 3월 10일    | 민주당                           |                                 |
| 76대      | 아시다 히토시 (芦田均)           | 아시다 내각                       | 아시다 내각                                  | 1948년 3월 10일~1948년 10월 15일  | 민주당                           |                                 |
| 임시 대리 | 요시다 시게루 (吉田茂)           | 제2차 요시다 내각                 | 제2차 요시다 내각                            | 1948년 10월 15일~1948년 10월 19일 | 민주자유당                       |                                 |
| 77대      | 요시다 시게루 (吉田茂)           | 제2차 요시다 내각                 | 제2차 요시다 내각                            | 1948년 10월 19일~1949년 2월 16일  | 민주자유당                       | 내각총리대신 겸임               |
| 78대      | 요시다 시게루 (吉田茂)           | 제3차 요시다 내각                 | 제3차 요시다 내각                            | 1949년 2월 16일~1950년 6월 28일   | 민주자유당                       | 내각총리대신 겸임               |
| 78대      | 요시다 시게루 (吉田茂)           |                                   | 제3차 요시다 내각 제1차 개조내각             | 1950년 6월 28일~1951년 7월 4일    | 민주자유당                       | 내각총리대신 겸임               |
| 78대      | 요시다 시게루 (吉田茂)           |                                   | 제3차 요시다 내각 제2차 개조내각             | 1951년 7월 4일~1951년 12월 26일   | 민주자유당                       | 내각총리대신 겸임               |
| 78대      | 요시다 시게루 (吉田茂)           |                                   | 제3차 요시다 내각 제3차 개조내각             | 1951년 12월 26일~1952년 4월 30일  | 민주자유당                       | 내각총리대신 겸임               |
| 79대      | 오카자키 가쓰오 (岡崎勝男)       | 1952년 4월 30일~1952년 10월 30일  | 제3차 요시다 내각 제3차 개조내각             | 자유당                            |                                  |                                 |
| 80대      | 오카자키 가쓰오 (岡崎勝男)       | 제4차 요시다 내각                 | 제4차 요시다 내각                            | 자유당                            | 1952년 10월 30일~1953년 5월 21일 |                                 |
| 81대      | 오카자키 가쓰오 (岡崎勝男)       | 제5차 요시다 내각                 | 제5차 요시다 내각                            | 자유당                            | 1953년 5월 21일~1954년 12월 10일 |                                 |
| 82대      | 시게미쓰 마모루 (重光葵)         | 제1차 하토야마 이치로 내각        | 제1차 하토야마 이치로 내각                   | 1954년 12월 10일~1955년 3월 19일  | 자유민주당                       | 부총리 겸임                     |
| 83대      | 시게미쓰 마모루 (重光葵)         | 제2차 하토야마 이치로 내각        | 제2차 하토야마 이치로 내각                   | 1955년 3월 19일~1955년 11월 22일  | 자유민주당                       | 부총리 겸임                     |
| 84대      | 시게미쓰 마모루 (重光葵)         | 제3차 하토야마 이치로 내각        | 제3차 하토야마 이치로 내각                   | 1955년 11월 22일~1956년 12월 23일 | 자유민주당                       | 부총리 겸임                     |
| 임시 대리 | 이시바시 단잔 (石橋湛山)         | 이시바시 내각                     | 이시바시 내각                                | 1956년 12월 23일~1956년 12월 2일  | 자유민주당                       |                                 |
| 85대      | 기시 노부스케 (岸信介)           | 이시바시 내각                     | 이시바시 내각                                | 1956년 12월 23일~1957년 2월 25일  | 자유민주당                       | 내각총리대신 겸임               |
| 86대      | 기시 노부스케 (岸信介)           | 제1차 기시 내각                   | 제1차 기시 내각                              | 1957년 2월 25일~1957년 7월 10일   | 자유민주당                       | 내각총리대신 겸임               |
| 87대      | 후지야마 아이이치로 (藤山愛一郎) |                                   | 제1차 기시 내각 개조내각                     | 1957년 7월 10일~1958년 6월 12일   | 자유민주당                       |                                 |
| 88대      | 후지야마 아이이치로 (藤山愛一郎) | 제2차 기시 내각                   | 제2차 기시 내각                              | 1958년 6월 12일~1959년 6월 18일   | 자유민주당                       |                                 |
| 88대      | 후지야마 아이이치로 (藤山愛一郎) |                                   | 제2차 기시 내각 개조내각                     | 1959년 6월 18일~1960년 7월 19일   | 자유민주당                       |                                 |
| 89대      | 고사카 젠타로 (小坂善太郎)       | 제1차 이케다 내각                 | 제1차 이케다 내각                            | 1960년 7월 19일~1960년 12월 8일   | 자유민주당                       |                                 |
| 90대      | 고사카 젠타로 (小坂善太郎)       | 제2차 이케다 내각                 | 제2차 이케다 내각                            | 1960년 12월 8일~1961년 7월 18일   | 자유민주당                       |                                 |
| 90대      | 고사카 젠타로 (小坂善太郎)       |                                   | 제2차 이케다 내각 제1차 개조내각             | 1961년 7월 18일~1962년 7월 18일   | 자유민주당                       |                                 |
| 91대      | 오히라 마사요시 (大平正芳)       |                                   | 제2차 이케다 내각 제2차 개조내각             | 1962년 7월 18일~1963년 7월 18일   | 자유민주당                       |                                 |
| 91대      | 오히라 마사요시 (大平正芳)       |                                   | 제2차 이케다 내각 제3차 개조내각             | 1963년 7월 18일~1963년 12월 9일   | 자유민주당                       |                                 |
| 92대      | 오히라 마사요시 (大平正芳)       | 제3차 이케다 내각                 | 제3차 이케다 내각                            | 1963년 12월 9일~1964년 7월 18일   | 자유민주당                       |                                 |
| 93대      | 시나 에쓰사부로 (椎名悦三郎)     |                                   | 제3차 이케다 내각 개조내각                   | 1964년 7월 18일~1964년 11월 9일   | 자유민주당                       |                                 |
| 94대      | 시나 에쓰사부로 (椎名悦三郎)     | 제1차 사토 내각                   | 제1차 사토 내각                              | 1964년 11월 9일~1965년 6월 3일    | 자유민주당                       |                                 |
| 94대      | 시나 에쓰사부로 (椎名悦三郎)     |                                   | 제1차 사토 내각 제1차 개조내각               | 1965년 6월 3일~1966년 8월 1일     | 자유민주당                       |                                 |
| 94대      | 시나 에쓰사부로 (椎名悦三郎)     |                                   | 제1차 사토 내각 제2차 개조내각               | 1966년 8월 1일~1966년 12월 3일    | 자유민주당                       |                                 |
| 95대      | 미키 다케오 (三木武夫)           |                                   | 제1차 사토 내각 제3차 개조내각               | 1966년 12월 3일~1967년 2월 17일   | 자유민주당                       |                                 |
| 96대      | 미키 다케오 (三木武夫)           | 제2차 사토 내각                   | 제2차 사토 내각                              | 1967년 2월 17일~1967년 11월 25일  | 자유민주당                       |                                 |
| 96대      | 미키 다케오 (三木武夫)           |                                   | 제2차 사토 내각 제1차 개조내각               | 1967년 11월 25일~1968년 10월 29일 | 자유민주당                       |                                 |
| 임시 대리 | 사토 에이사쿠 (佐藤栄作)         | 1968년 10월 29일~1968년 11월 30일 | 제2차 사토 내각 제1차 개조내각               | 자유민주당                        |                                  |                                 |
| 97대      | 아이치 기이치 (愛知揆一)         |                                   | 제2차 사토 내각 제2차 개조내각               | 1968년 11월 30일~1970년 1월 14일  | 자유민주당                       |                                 |
| 98대      | 아이치 기이치 (愛知揆一)         | 제3차 사토 내각                   | 제3차 사토 내각                              | 1970년 1월 14일~1971년 7월 9일    | 자유민주당                       |                                 |
| 99대      | 후쿠다 다케오 (福田赳夫)         |                                   | 제3차 사토 내각 개조내각                     | 1971년 7월 9일~1972년 7월 7일     | 자유민주당                       |                                 |
| 100대     | 오히라 마사요시 (大平正芳)       | 제1차 다나카 가쿠에이 내각        | 제1차 다나카 가쿠에이 내각                   | 1972년 7월 7일~1972년 12월 22일   | 자유민주당                       |                                 |
| 101대     | 오히라 마사요시 (大平正芳)       | 제2차 다나카 가쿠에이 내각        | 제2차 다나카 가쿠에이 내각                   | 1972년 12월 22일~1973년 11월 25일 | 자유민주당                       |                                 |
| 101대     | 오히라 마사요시 (大平正芳)       |                                   | 제2차 다나카 가쿠에이 내각 제1차 개조        | 1973년 11월 25일~1974년 7월 16일  | 자유민주당                       |                                 |
| 102대     | 기무라 도시오 (木村俊夫)         |                                   | 제2차 다나카 가쿠에이 내각 제2차 개조        | 1974년 7월 16일~1974년 11월 11일  | 자유민주당                       |                                 |
| 102대     | 기무라 도시오 (木村俊夫)         | 1974년 11월 11일~1974년 12월 9일  | 제2차 다나카 가쿠에이 내각 제2차 개조        |                                   | 자유민주당                       |                                 |
| 103대     | 미야자와 기이치 (宮澤喜一)       | 미키 내각                         | 미키 내각                                    | 1974년 12월 9일~1976년 9월 15일   | 자유민주당                       |                                 |
| 104대     | 고사카 젠타로 (小坂善太郎)       |                                   | 미키 내각 개조내각                           | 1976년 9월 15일~1976년 12월 24일  | 자유민주당                       |                                 |
| 105대     | 하토야마 이이치로 (鳩山威一郎)   | 후쿠다 다케오 내각                | 후쿠다 다케오 내각                           | 1976년 12월 24일~1977년 11월 28일 | 자유민주당                       |                                 |
| 106대     | 소노다 스나오 (園田直)           |                                   | 후쿠다 다케오 내각 개조내각                  | 1977년 11월 28일~1978년 12월 7일  | 자유민주당                       |                                 |
| 107대     | 소노다 스나오 (園田直)           | 제1차 오히라 내각                 | 제1차 오히라 내각                            | 1978년 12월 7일~1979년 11월 8일   | 자유민주당                       |                                 |
| 108대     | 오키타 사부로 (大来佐武郎)       | 제2차 오히라 내각                 | 제2차 오히라 내각                            | 1979년 11월 8일~1980년 7월 17일   | 무소속                           |                                 |
| 109대     | 이토 마사요시 (伊東正義)         | 스즈키 젠코 내각                  | 스즈키 젠코 내각                             | 1980년 7월 17일~1981년 5월 18일   | 자유민주당                       |                                 |
| 110대     | 소노다 스나오 (園田直)           | 스즈키 젠코 내각                  | 스즈키 젠코 내각                             | 1981년 5월 18일~1981년 11월 30일  | 자유민주당                       |                                 |
| 111대     | 사쿠라우치 요시오 (櫻内義雄)     |                                   | 스즈키 젠코 내각 개조내각                    | 1981년 11월 30일~1982년 11월 27일 | 자유민주당                       |                                 |
| 112대     | 아베 신타로 (安倍晋太郎)         | 제1차 나카소네 내각               | 제1차 나카소네 내각                          | 1982년 11월 27일~1983년 12월 27일 | 자유민주당                       |                                 |
| 113대     | 아베 신타로 (安倍晋太郎)         | 제2차 나카소네 내각               | 제2차 나카소네 내각                          | 1983년 12월 27일~1984년 11월 1일  | 자유민주당                       |                                 |
| 113대     | 아베 신타로 (安倍晋太郎)         |                                   | 제2차 나카소네 내각 제1차 개조내각           | 1984년 11월 1일~1985년 12월 28일  | 자유민주당                       |                                 |
| 113대     | 아베 신타로 (安倍晋太郎)         |                                   | 제2차 나카소네 내각 제2차 개조내각           | 1985년 12월 28일~1986년 7월 22일  | 자유민주당                       |                                 |
| 114대     | 구라나리 다다시 (倉成正)         | 제3차 나카소네 내각               | 제3차 나카소네 내각                          | 1986년 7월 22일~1987년 11월 6일   | 자유민주당                       |                                 |
| 115대     | 우노 소스케 (宇野宗佑)           | 다케시타 내각                     | 다케시타 내각                                | 1987년 11월 6일~1988년 12월 27일  | 자유민주당                       |                                 |
| 115대     | 우노 소스케 (宇野宗佑)           |                                   | 다케시타 내각 개조내각                       | 1988년 12월 27일~1989년 6월 3일   | 자유민주당                       |                                 |
| 116대     | 미쓰즈카 히로시 (三塚博)         | 우노 내각                         | 우노 내각                                    | 1989년 6월 3일~1989년 8월 10일    | 자유민주당                       |                                 |
| 117대     | 나카야마 다로 (中山太郎)         | 제1차 가이후 내각                 | 제1차 가이후 내각                            | 1989년 8월 10일~1990년 2월 28일   | 자유민주당                       |                                 |
| 118대     | 나카야마 다로 (中山太郎)         | 제2차 가이후 내각                 | 제2차 가이후 내각                            | 1990년 2월 28일~1990년 12월 29일  | 자유민주당                       |                                 |
| 118대     | 나카야마 다로 (中山太郎)         |                                   | 제2차 가이후 내각 개조내각                   | 1990년 12월 29일~1991년 11월 5일  | 자유민주당                       |                                 |
| 119대     | 와타나베 미치오 (渡辺美智雄)     | 미야자와 내각                     | 미야자와 내각                                | 1991년 11월 5일~1992년 12월 12일  | 자유민주당                       | 부총리 겸임                     |
| 119대     | 와타나베 미치오 (渡辺美智雄)     |                                   | 미야자와 내각 개조내각                       | 1992년 12월 12일~1993년 4월 7일   | 자유민주당                       | 부총리 겸임                     |
| 120대     | 무토 가분 (武藤嘉文)             | 1993년 4월 7일~1993년 8월 9일     | 미야자와 내각 개조내각                       | 자유민주당                        |                                  |                                 |
| 121대     | 하타 쓰토무 (羽田孜)             | 호소카와 내각                     | 호소카와 내각                                | 1993년 8월 9일~1994년 4월 28일    | 신생당                           | 부총리 겸임                     |
| 임시 대리 | 하타 쓰토무 (羽田孜)             | 하타 내각                         | 하타 내각                                    | 1994년 4월 28일~1994년 4월 28일   | 신생당                           | 내각총리대신 겸임               |
| 122대     | 가키자와 고지 (柿澤弘治)         | 하타 내각                         | 하타 내각                                    | 1994년 4월 28일~1994년 6월 30일   | 자유당                           |                                 |
| 123대     | 고노 요헤이 (河野洋平)           | 무라야마 내각                     | 무라야마 내각                                | 1994년 6월 30일~1995년 8월 8일    | 자유민주당                       | 부총리 겸임                     |
| 123대     | 고노 요헤이 (河野洋平)           |                                   | 무라야마 내각 개조내각                       | 1995년 8월 8일~1996년 1월 11일    | 자유민주당                       | 부총리 겸임                     |
| 124대     | 이케다 유키히코 (池田行彦)       | 제1차 하시모토 내각               | 제1차 하시모토 내각                          | 1996년 1월 11일~1996년 11월 7일   | 자유민주당                       |                                 |
| 125대     | 이케다 유키히코 (池田行彦)       | 제2차 하시모토 내각               | 제2차 하시모토 내각                          | 1996년 11월 7일~1997년 9월 11일   | 자유민주당                       |                                 |
| 126대     | 오부치 게이조 (小渕恵三)         |                                   | 제2차 하시모토 내각 개조내각                 | 1997년 9월 11일~1998년 7월 30일   | 자유민주당                       |                                 |
| 127대     | 고무라 마사히코 (高村正彦)       | 오부치 내각                       | 오부치 내각                                  | 1998년 7월 30일~1999년 1월 14일   | 자유민주당                       |                                 |
| 127대     | 고무라 마사히코 (高村正彦)       |                                   | 오부치 내각 제1차 개조내각                   | 1998년 1월 14일~1999년 10월 5일   | 자유민주당                       |                                 |
| 128대     | 고노 요헤이 (河野洋平)           |                                   | 오부치 내각 제2차 개조내각                   | 1999년 10월 5일~2000년 4월 5일    | 자유민주당                       |                                 |
| 129대     | 고노 요헤이 (河野洋平)           | 제1차 모리 내각                   | 제1차 모리 내각                              | 2000년 4월 5일~2000년 7월 4일     | 자유민주당                       |                                 |
| 130대     | 고노 요헤이 (河野洋平)           | 제2차 모리 내각                   | 제2차 모리 내각                              | 2000년 7월 4일~2000년 12월 5일    | 자유민주당                       |                                 |
| 130대     | 고노 요헤이 (河野洋平)           |                                   | 제2차 모리 내각 개조내각 (중앙 성청 개편 전) | 2000년 12월 5일~2001년 1월 6일    | 자유민주당                       |                                 |
| 131대     | 고노 요헤이 (河野洋平)           |                                   | 제2차 모리 내각 개조내각 (중앙 성청 개편 후) | 2001년 1월 6일~2001년 4월 26일    | 자유민주당                       |                                 |
| 132대     | 다나카 마키코 (田中眞紀子)       | 제1차 고이즈미 내각               | 제1차 고이즈미 내각                          | 2001년 4월 26일~2002년 1월 30일   | 자유민주당                       |                                 |
| 133대     | 고이즈미 준이치로 (小泉純一郎)   | 제1차 고이즈미 내각               | 제1차 고이즈미 내각                          | 2002년 1월 30일~2002년 2월 1일    | 자유민주당                       | 내각총리대신 겸임               |
| 134대     | 가와구치 요리코 (川口順)         | 제1차 고이즈미 내각               | 제1차 고이즈미 내각                          | 2002년 2월 1일~2002년 9월 30일    | 무소속                           | 환경대신 겸임                   |
| 134대     | 가와구치 요리코 (川口順)         |                                   | 제1차 고이즈미 내각 제1차 개조내각           | 2002년 9월 30일~2003년 9월 22일   | 무소속                           |                                 |
| 134대     | 가와구치 요리코 (川口順)         |                                   | 제1차 고이즈미 내각 제2차 개조내각           | 2003년 9월 22일~2003년 11월 19일  | 무소속                           |                                 |
| 135대     | 가와구치 요리코 (川口順)         | 제2차 고이즈미 내각               | 제2차 고이즈미 내각                          | 2003년 11월 19일~2004년 9월 27일  | 무소속                           |                                 |
| 136대     | 마치무라 노부타카 (町村信孝)     |                                   | 제2차 고이즈미 내각 개조내각                 | 2004년 9월 27일~2005년 9월 21일   | 자유민주당                       |                                 |
| 137대     | 마치무라 노부타카 (町村信孝)     | 제3차 고이즈미 내각               | 제3차 고이즈미 내각                          | 2005년 9월 21일~2005년 10월 31일  | 자유민주당                       |                                 |
| 138대     | 아소 다로 (麻生太郎)             |                                   | 제3차 고이즈미 내각 개조내각                 | 2005년 10월 31일~2006년 9월 26일  | 자유민주당                       |                                 |
| 139대     | 아소 다로 (麻生太郎)             | 제1차 아베 신조 내각              | 제1차 아베 신조 내각                         | 2006년 9월 26일~2007년 8월 27일   | 자유민주당                       |                                 |
| 140대     | 마치무라 노부타카 (町村信孝)     |                                   | 제1차 아베 신조 내각 개조내각                | 2007년 8월 27일~2007년 9월 26일   | 자유민주당                       |                                 |
| 141대     | 고무라 마사히코 (高村正彦)       | 후쿠다 야스오 내각                | 후쿠다 야스오 내각                           | 2007년 9월 26일~2008년 8월 2일    | 자유민주당                       |                                 |
| 141대     | 고무라 마사히코 (高村正彦)       |                                   | 후쿠다 야스오 내각 개조내각                  | 2008년 8월 2일~2008년 9월 24일    | 자유민주당                       |                                 |
| 142대     | 나카소네 히로후미 (中曽根弘文)   | 아소 내각                         | 아소 내각                                    | 2008년 9월 24일~2009년 9월 16일   | 자유민주당                       |                                 |
| 143대     | 오카다 가쓰야 (岡田克也)         | 하토야마 유키오 내각              | 하토야마 유키오 내각                         | 2009년 9월 16일~2010년 6월 8일    | 민주당                           |                                 |
| 144대     | 오카다 가쓰야 (岡田克也)         | 간 내각                           | 간 내각                                      | 2010년 6월 8일~2010년 9월 17일    | 민주당                           |                                 |
| 145대     | 마에하라 세이지 (前原誠司)       |                                   | 간 내각 제1차 개조내각                       | 2010년 9월 17일~2011년 1월 14일   | 민주당                           |                                 |
| 145대     | 마에하라 세이지 (前原誠司)       |                                   | 간 내각 제2차 개조내각                       | 2011년 1월 14일~2011년 3월 7일    | 민주당                           |                                 |
| 임시 대리 | 에다노 유키오 (枝野幸男)         | 2011년 3월 7일~2011년 3월 9일     | 간 내각 제2차 개조내각                       | 민주당                            |                                  |                                 |
| 146대     | 마쓰모토 다케아키 (松本剛明)     | 2011년 3월 9일~2011년 9월 2일     | 간 내각 제2차 개조내각                       | 민주당                            |                                  |                                 |
| 147대     | 겐바 고이치로 (玄葉光一郎)       | 노다 내각                         | 노다 내각                                    | 2011년 9월 2일~2012년 1월 13일    | 민주당                           |                                 |
| 147대     | 겐바 고이치로 (玄葉光一郎)       |                                   | 노다 내각 제1차 개조내각                     | 2012년 1월 13일~2012년 6월 4일    | 민주당                           |                                 |
| 147대     | 겐바 고이치로 (玄葉光一郎)       |                                   | 노다 내각 제2차 개조내각                     | 2012년 6월 4일~2012년 10월 1일    | 민주당                           |                                 |
| 147대     | 겐바 고이치로 (玄葉光一郎)       |                                   | 노다 내각 제3차 개조내각                     | 2012년 10월 1일~2012년 12월 26일  | 민주당                           |                                 |
| 148대     | 기시다 후미오 (岸田文雄)         | 제2차 아베 신조 내각              | 제2차 아베 신조 내각                         | 2012년 12월 26일~2014년 9월 3일   | 자유민주당                       |                                 |
| 148대     | 기시다 후미오 (岸田文雄)         |                                   | 제2차 아베 신조 내각 개조내각                | 2014년 9월 3일~2014년 12월 24일   | 자유민주당                       |                                 |
| 149대     | 기시다 후미오 (岸田文雄)         | 제3차 아베 신조 내각              | 제3차 아베 신조 내각                         | 2014년 12월 24일~2015년 10월 7일  | 자유민주당                       |                                 |
| 149대     | 기시다 후미오 (岸田文雄)         |                                   | 제3차 아베 신조 내각 제1차 개조내각          | 2015년 10월 7일~2016년 8월 3일    | 자유민주당                       |                                 |
| 149대     | 기시다 후미오 (岸田文雄)         |                                   | 제3차 아베 신조 내각 제2차 개조내각          | 2016년 8월 3일~2017년 8월 3일     | 자유민주당                       |                                 |
| 150대     | 고노 다로 (河野太郎)             |                                   | 제3차 아베 신조 내각 제3차 개조내각          | 2017년 8월 3일~2017년 11월 1일    | 자유민주당                       |                                 |
| 151대     | 고노 다로 (河野太郎)             | 제4차 아베 신조 내각              | 제4차 아베 신조 내각                         | 2017년 11월 1일~2018년 10월 2일   | 자유민주당                       |                                 |
| 151대     | 고노 다로 (河野太郎)             |                                   | 제4차 아베 신조 내각 제1차 개조내각          | 2018년 10월 2일~2019년 9월 11일   | 자유민주당                       |                                 |
| 152대     | 모테기 도시미쓰 (茂木敏充)       |                                   | 제4차 아베 신조 내각 제2차 개조내각          | 2019년 9월 11일~2020년 9월 16일   | 자유민주당                       |                                 |
| 153대     | 모테기 도시미쓰 (茂木敏充)       | 스가 내각                         | 스가 내각                                    | 2020년 9월 16일~2021년 10월 4일   | 자유민주당                       |                                 |
| 154대     | 모테기 도시미쓰 (茂木敏充)       | 제1차 기시다 내각                 | 제1차 기시다 내각                            | 2021년 10월 4일~2021년 11월 4일   | 자유민주당                       |                                 |
| 155대     | 기시다 후미오 (岸田文雄)         | 제1차 기시다 내각                 | 제1차 기시다 내각                            | 2021년 11월 4일~2021년 11월 10일  | 자유민주당                       | 내각총리대신 겸임               |
| 156대     | 하야시 요시마사 (林芳正)         | 제2차 기시다 내각                 | 제2차 기시다 내각                            | 2021년 11월 10일~2022년 8월 10일  | 자유민주당                       |                                 |
| 156대     | 하야시 요시마사 (林芳正)         |                                   | 제2차 기시다 개조내각                        | 2022년 8월 10일~2022년 9월 13일   | 자유민주당                       |                                 |
| 157대     | 가미카와 요코 （上川陽子）       | 제2차 기시다 내각 (제2차 개조)    | 제2차 기시다 내각 (제2차 개조)               | 2022년 9월 13일~2024년 10월 1일   | 자유민주당                       |                                 |
| 158대     | 이와야 다케시 （岩屋毅）         | 이시바 내각                       | 이시바 내각                                  | 2024년 10월 1일~                  | 자유민주당                       |                                 |

## 같이 보기
- 일본 외무성
- 일본의 외무부대신